# Sommer (1996)
Sommer ist der 1996 entstandene dritte und vorletzte Teil der Tetralogie der Erzählungen der vier Jahreszeiten (fr. Contes des quatre saisons) von Éric Rohmer. Ein junger Mann gerät mangels eigener Entschlusskraft zwischen drei Frauen, ohne sich für eine entscheiden zu können. Die weiteren Filme der Tetralogie sind Frühlingserzählung (1990), Herbstgeschichte (1998) und Wintermärchen (1992).

## Handlung
Gaspard reist nach Abschluss des Studiums während des Sommers in den Ferienort Dinard in der Bretagne. Am Ende des Sommers soll er einen Job als Mathematiker antreten. Gaspard hat mit seiner Freundin Léna verabredet, sie hier zu treffen, um die bretonische Insel Ouessant zu besuchen.
Er ist in Léna verliebt und hierher gereist, ohne zu wissen, ob sie überhaupt kommt. Die junge Frau ist mit ihrer Schwester in Spanien unterwegs und will womöglich ihre Cousins besuchen. Während er auf sie wartet, verbringt er die Tage allein, komponiert einen Song für sie und erwartet ansonsten ihren Anruf. Er trifft Margot. Sie studiert Ethnologie und verdient sich als Bedienung im Café ihrer Tante etwas Geld für den Sommer. Beide freunden sich an und verbringen einige Zeit zusammen.
Margot, die sagt, dass sie selbst einen Freund auf Forschungsreise habe, bekommt von ihrem Gesprächspartner ein widersprüchliches Bild, da er sich selbst seiner Gefühle nicht klar wird. Zuerst wirkt er Frauen gegenüber schüchtern und scheint von den Neigungen Lénas abhängig. Eigentlich liebe er sie nicht und suche nur eine Liebe für den Sommer. Margot bestärkt Gaspard darin, sich mit Solène zu treffen, die sich für ihn interessiert. Als die beiden sich zufällig treffen und das Wochenende zusammen verbringen, entschließt sich Gaspard, nicht mehr auf Léna zu warten. Er schlägt Solène vor, mit ihm die Insel zu besuchen. Er spielt ihr sein für Léna geschriebenes Lied vor und erklärt, es sei für sie.
Er befindet sich in einem Hochgefühl und glaubt, es sei ihm mit Solène ernst. Als er dies Margot erklärt, wirft sie ihm vor, Frauen zu manipulieren und ihnen gegenüber berechnend aufzutreten. Danach macht sich Gaspard auf dem Weg zu Solène, um ihr seine Gefühle zu eröffnen. Auf dem Weg trifft er zufällig Léna, die seit ein paar Tagen bei ihren Cousins wohnt. Beide verbringen einen schönen Tag zusammen. Léna erklärt Gaspard, dass das Schöne an ihm sei, dass sie mit ihm reden könne, ohne dass er nur an das Eine denke.
Im Gespräch mit Margot erklärt er, die Begegnung mit Solène habe ihm die Augen dafür geöffnet, dass er Léna liebe.
Bevor er dies Solène erklären kann, sieht er Léna wieder, die ihm sagt, dass sie abreise, um Freunde zu besuchen. Beide bekommen einen großen Streit, in dem sie Gaspard sagt, sie halte ihn nicht für gut genug für sich. Als er auf ihrer Liebe beharrt, verbietet Léna ihm, sie wiederzusehen. Er weint sich bei Margot aus. Nur bei ihr könne er er selbst sein, weshalb er mit ihr die Insel besuchen wolle. Léna und Solène könne er das sicher erklären. Margot und Gaspard küssen sich und Margot macht sich über Gaspard lustig, dass er sich nun zwischen drei Frauen entscheiden müsse. Solène gegenüber wagt er es nicht, die Fahrt abzusagen. Auch mit ihr verabredet er sich für die Tour. Sie lädt ihn am Abend zu einer Party ein. Als er wieder in seinem Zimmer ist, erhält er einen Anruf von Léna, die sich mit ihm versöhnen und die Reise machen möchte. Er solle sie am Abend zu einer Verabredung begleiten.
Gaspard verzweifelt völlig. Er versucht vergeblich Margot zu erreichen. Dann erhält er einen Anruf. Ein Bekannter vermittelt ihm ein günstiges Achtspur-Tonbandgerät, er müsse aber am nächsten Tag in La Rochelle sein, um sich diese Gelegenheit nicht entgehen zu lassen. Erleichtert sagt der junge Mann zu, da dies bedeutet, dass er sofort aufbrechen muss.
Als Margot sich meldet, erklärt er ihr, dass er am selben Nachmittag abreisen werde. Sie begleitet ihn zur Fähre, die er nimmt, ohne sich von Léna und Solène persönlich verabschiedet zu haben. Beide hegen wohl mehr Gefühle füreinander und zum Abschied macht er den Vorschlag, im Winter gemeinsam nach Ouessant zu fahren – doch Margot lehnt ab, da ihr Freund dann wieder in Frankreich sein wird. So trennen sie sich nur in Freundschaft und verabreden sich vage für zukünftige Treffen.

## Bemerkungen

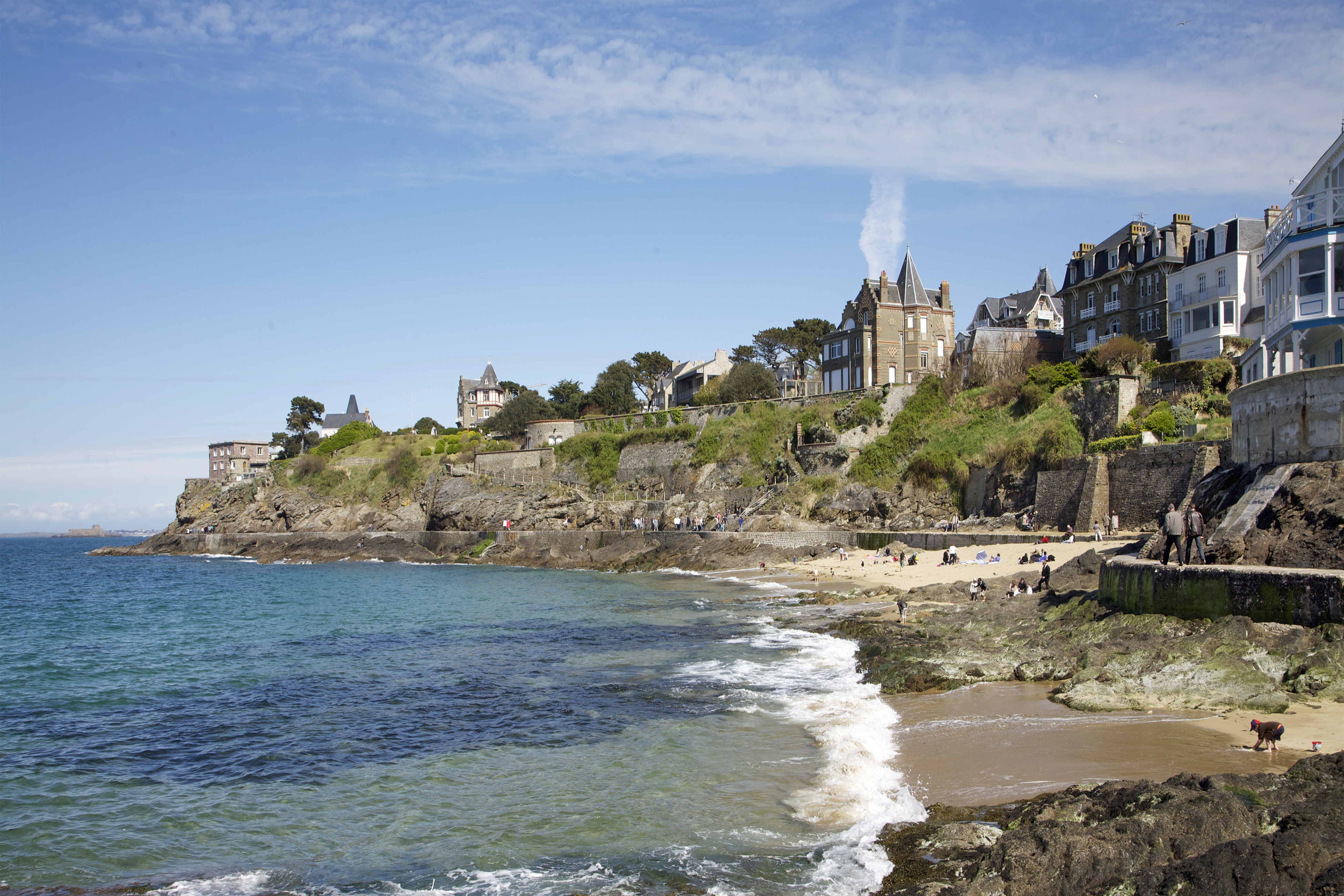
Dinard, der Schauplatz des Films

Sommer war der dritte von vier Filmen aus Rohmers Jahreszeiten-Zyklus und sein erster Film seit vielen Jahren, in dem er eine männliche Figur zum Protagonisten machte. In Sommer drehte er die Konstellation seines Winter-Films Wintermärchen (1992) um: War dort eine Frau zwischen drei Männern, so muss sich in Sommer ein Mann zwischen drei Frauen entscheiden – allerdings ist Gaspard viel hilfloser als Rohmers Protagonistin aus Wintermärchen. In dieser Hinsicht lässt er sich mit den intellektuellen Männern aus dem Rohmer-Zyklus „Moralische Erzählungen“ (1962–1972) verbinden, die sich ebenfalls in Phrasen und intellektuellen Gedankenspielen verlieren. Sommer ist zudem der letzte einer ganzen Reihe von Rohmer-Filmen geworden, die während der Urlaubszeit spielen. Viele Beobachter und auch der Regisseur selbst haben das wiederkehrende Urlaubsmotiv besprochen. Die Leere des Sommerurlaubs mache die existenzielle Leere deutlich und zeige bei Rohmer regelmäßig Personen, die lieber ihre Gefühle analysieren als mit ihnen leben wollen.
Wie in vielen seiner späteren Filme arbeitete Rohmer erneut mit einer weniger bekannten Besetzung. Amanda Langlet, die Darstellerin der Margot, hatte bereits 1983 mit Éric Rohmer zusammengearbeitet (sie spielte Pauline in Pauline am Strand), war danach aber auch nicht groß als Schauspielerin in Erscheinung getreten. 2004 übernahm sie eine Rolle in Rohmers Triple Agent. Melvil Poupaud hatte sich in den Jahren zuvor als Nachwuchsdarsteller einen Namen gemacht und kam durch die Vermittlung von Arielle Dombasle an die Rolle, mit der er kurz zuvor einen Film gemacht hatte. Da Poupaud in seiner Figur autobiografische Züge des jungen Rohmer erkannte, schaute er sich einige Ticks von Rohmer für seine Figur ab – etwa das nervöse Händereiben oder das Beißen auf die Lippe, die die Unsicherheit der Figur noch verdeutlichen. Die Nachwuchsschauspielerin Gwenaëlle Simon gewann die Rolle der Solène, da sie in einem Brief offen ihre Liebe für Rohmers Filme bekannte und ihn in ein Theaterstück einlud, in dem sie gerade spielte – Rohmer fand dieses Selbstbewusstsein passend für die Rolle der Solène.
Laut Melvil Poupaud schrieb Rohmer die Lieder, die Gaspard im Film auf seiner Gitarre spielt, selbst. Die Dreharbeiten beschrieb Poupaud in einem Interview als entspannt, da mit einem kleinen Drehteam in familiärer Atmosphäre im Sommer vor Ort gedreht wurde. Rohmer sorgte sich, dass er und seine Dreharbeiten zu viel Aufmerksamkeit durch die Urlauber bekommen und diese stören würden – doch die Dreharbeiten waren den meisten Badegästen offenbar egal.

## Kritiken
In der Weltpresse wurde Sommer praktisch einhellig positiv aufgenommen. Der Film hatte rund 300.000 Besucher in Frankreich, was gut für einen Rohmer-Film war, und gewann im Ausland insbesondere in Japan eine große Fangemeinde.
James Berardinelli stellte in Reelviews fest, der 76-jährige Rohmer habe womöglich ein besseres Verständnis junger Liebe als junge Liebende. Der Film funktioniere, weil die Charaktere real und ihre Lebensumstände gegenwärtig seien, sodass der Zuschauer fast zwangsläufig in den Film hineingezogen werde. Eine Voraussetzung müsse der Zuschauer aber mitbringen: Man müsse bereit sein, die Dialoge zu genießen, und davon viele. Der Film verfüge über nur wenig konventionelle Handlung und konzentriere sich auf die handelnden Charaktere.
Das Lexikon des internationalen Films schreibt: „Mit ausgezeichneten Darstellern entwickelt Rohmer die Widersprüche zwischen Gefühl, Wort und Tat. In fast dokumentarischem Stil und mit ökonomischsten Mitteln gelingen sensible Beobachtungen von sommerlicher Leichtigkeit.“